# Loum
Loum es un municipio del departamento Moungo de la región Litoral, Camerún. En noviembre de 2005 tenía una población censada de 39 707 habitantes.
Se encuentra ubicado cerca del golfo de Biafra y de la ciudad más poblada del país, Duala.